# Harakat Nur al-Din al-Zenki
Ḥarakat Nūr al-Dīn al-Zenkī (in arabo حركة نور الدين الزنكي‎?, Movimento Nūr al-Dīn al-Zenkī) è stato un gruppo ribelle islamista sunnita coinvolto nella guerra civile siriana.  
Nel 2014, si diceva che fosse una delle fazioni più influenti ad Aleppo. Tra il 2014 e il 2015, faceva parte del Consiglio del comando rivoluzionario siriano e riceveva missili anticarro BGM-71 TOW di fabbricazione statunitense.  
Il Movimento ha fatto molteplici tentativi di fondersi con il più grande gruppo ribelle jihadista Aḥrār al-Shām, ma è stato rifiutato da quest'ultimi. Il Movimento Nūr al-Dīn al-Zenkī ha anche tentato di fondersi con altre fazioni jihadiste, tuttavia, tutti gli sforzi di fusione con questi gruppi sono falliti, portando il Movimento ad unirsi al salafita jihadista Hayʾat Taḥrīr al-Shām (HTS) nel 2017. Tuttavia, dopo alcuni mesi, il gruppo ha lasciato HTS e, nel giro di un anno, si è scontrato addirittura con esso, alleandosi con Aḥrār al-Shām.  
Dopo una serie di scontri all'inizio del 2019, il Movimento è stato nettamente sconfitto da HTS, espulso ad Afrin e assorbito nell'Esercito Nazionale Siriano (SNA) sostenuto dalla Turchia, segnando la fine della sua esistenza come gruppo autonomo. 

## Storia
Ḥarakat Nūr al-Dīn al-Zenkī è stato formato nel 2011 dallo Shaykh Tawfīq Shihāb al-Dīn nell'area Shaykh Salmān a nord-ovest di Aleppo e la maggiore concentrazione di combattenti del gruppo si trova nei suoi sobborghi nordoccidentali. Ḥarakat Nūr al-Dīn al-Zenkī ha preso parte agli iniziali combattimenti della Battaglia di Aleppo, conquistando il quartiere Ṣalāḥ al-Dīn, prima di ritirarsi nella campagna.
Il gruppo è passato attraverso varie affiliazioni dalla sua fondazione. All'inizio era una branca del Movimento al-Fajr, si unì poi alle Brigate Tawḥīd durante l'attacco di Aleppo, prima di allearsi con il Fronte Autenticità e Sviluppo, sostenuto dall'Arabia Saudita. Nel gennaio 2014 fu una delle fazioni fondatrici dell'Esercito dei Mujaheddin, da cui uscì nel maggio seguente, ottenendo un cospicuo finanziamento dall'Arabia Saudita, che era riluttante nel finanziare l'Esercito per via delle sue connessioni con la Fratellanza Musulmana Siriana. Nel dicembre dello stesso anno Ḥarakat Nūr al-Dīn al-Zenkī si è unito al Fronte del Levante, una coalizione di ribelli jihadisti operanti ad Aleppo.
Il gruppo ha anche ricevuto aiuti finanziari dagli USA per mezzo di un programma della CIA volto a finanziare i gruppi di ribelli moderati.
Il 6 maggio 2015 il gruppo, insieme ad altri 13, partecipò all'operazione "Fayah Ḥalab", volta alla conquista di Aleppo.
Il 19 ottobre 2015 il comandante del gruppo è stato ucciso durante un combattimento contro le forze governative nell'area di Aleppo.

## Crimini di guerra
Secondo Amnesty International, Ḥarakat Nūr al-Dīn al-Zenkī, insieme alla 16a Divisione, al Fronte del Levante, ad Aḥrār al-Shām e alla Jabhat al-Nuṣra, è stato coinvolto nel rapimento e nella tortura di giornalisti e operatori umanitari nella Aleppo controllata dai ribelli nel 2014 e nel 2015.
Il 19 luglio 2016, durante l'Offensiva di Aleppo nel Nord, combattenti del Movimento si sono filmati mentre decapitavano un bambino palestinese di nome ʿAbd Allāh ʿĪsā, di età compresa fra 10 e 13 anni. Sostenevano che il bambino avesse combattuto per le forze governative ad Aleppo con il gruppo palestinese Liwāʾ al-Quds (Vessillo di Gerusalemme). Liwāʾ al-Quds ha negato e sostenuto che il bambino proveniva invece da una povera famiglia di rifugiati e che fosse stato rapito da un ospedale. L'assassinio è accaduto in un campo profughi non ufficiale a nord di Aleppo, ʿAyn al-Tall. Il Movimento ha condannato l'omicidio e ha comunicato che una commissione giudiziaria indipendente era stata nominata per indagare sull'incidente. Alcuni dei militanti presenti nel video tuttavia sono stati ripresi alcuni giorni dopo mentre partecipavano all'assalto ribelle contro le forze governative a sud di Aleppo per spezzare l'assedio della parte est della città. Un portavoce del governo degli Stati Uniti ha detto che una volta appurata la verità sull'episodio, sarebbe stato deciso se continuare a sostenere o meno il gruppo di jihadisti.

## Sostegno estero
Nel maggio 2014 il Movimento ha ricevuto un maggiore sostegno finanziario dall'Arabia Saudita dopo essersi ritirato dall'Esercito dei Mujāhidīn. Il gruppo ha ricevuto anche aiuti finanziari dagli Stati Uniti, nell'ambito di un programma gestito dalla CIA.
Il 9 maggio 2016, secondo quanto riferito, è stato proposto un piano da Stati Uniti, Turchia, Arabia Saudita e Qatar per far sì che il Movimento Nūr al-Dīn al-Zenkī formasse un “Esercito del Nord”, arruolando più di 3.000 combattenti necessari all'operazione. La fase successiva sarebbe consistita nel trasferimento dei combattenti da Idlib al nord di Aleppo attraverso il valico di Bāb al-Ḥawa e quello di Azaz.